# Microsoft Windows XP Embedded

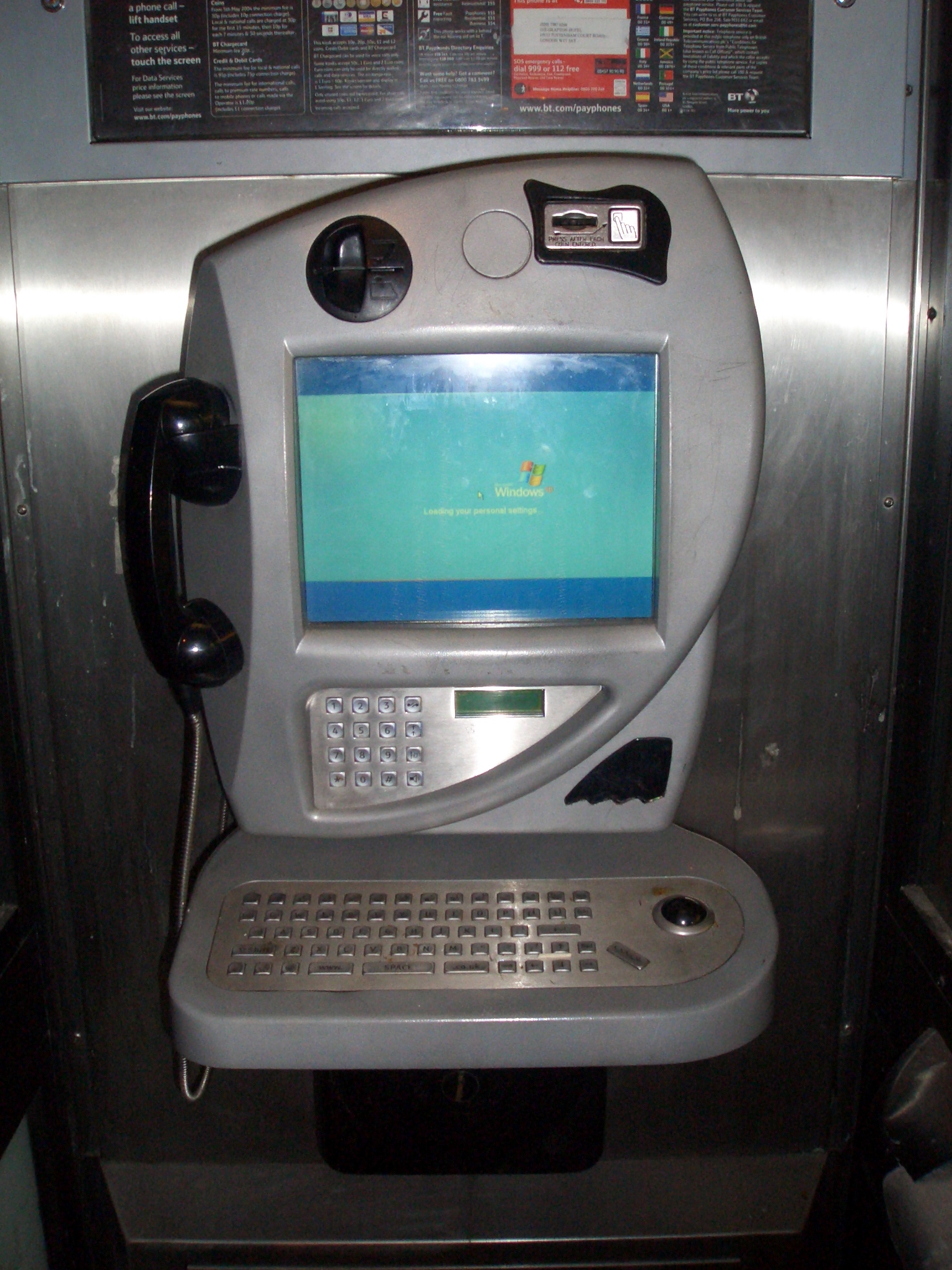
Internet-Telefon, bei dem Windows XP geladen wird

Windows XP Embedded ist ein Betriebssystem des Unternehmens Microsoft. Es ist eine modularisierte Version von Windows XP Professional, die es erlaubt, nur einen Teil der Komponenten auf dem Ziel-PC zu installieren. Hierfür stehen spezielle Installationswerkzeuge zur Verfügung (dazu unten mehr). Verwendungsgebiete sind ausschließlich PC-artige Geräte, die auf einem x86-Prozessor basieren, wobei PCs im engeren Sinne per Lizenz von der Nutzung ausgeschlossen sind. Damit ist es von Windows CE zu unterscheiden, das auch die MIPS- und ARM-Architekturen unterstützt.

## Bereitstellung
Windows XP Embedded ist vollständig modular aufgebaut. Module umfassen unter anderem Windows Media Player (8 oder 10), Internet Explorer 6, eine Firewall, den Windows-Explorer, DirectX 9 und .Net-Framework 3.1. XP Embedded kann auf einen Speicherverbrauch auf der Festplatte, Flash oder USB-Stick von minimal 34 MB abgespeckt werden. Übliche Installationen mit grafischer Oberfläche und Netzwerk umfassen etwa 200–500 MB. Die einzelnen Module können mit dem sog. „Target Designer“ zu einem vollwertigen, auf die Anforderungen angepassten, Betriebssystem-Speicherabbild zusammengestellt werden. Außerdem ist es möglich, z. B. selbst entwickelte Software in ein Modul zu kapseln, welches sich dann, wie die mitgelieferten auch, bearbeiten lässt.
| Software-Versionen | Veröffentlichung | Enddatum      | Support     |
| ------------------ | ---------------- | ------------- | ----------- |
| Service Pack 3     | 13. Nov. 2008    | 11. Jan. 2016 | eingestellt |
| Service Pack 2     | 17. Jan. 2005    | 10. Jan. 2011 | eingestellt |
| Service Pack 1     | 21. Okt. 2002    | 09. Apr. 2007 | eingestellt |
| Originaler Release | 29. Jan. 2002    | 11. Jan. 2016 | eingestellt |

## Einsatz
Meistens wird es in Kassen im Einzelhandel (z. B. McDonald’s, Aral, ehem. Deutsche Bahn) eingesetzt. Andere Einsatzmöglichkeiten umfassen Geldautomaten, Oszilloskope, Spielautomaten, Thin Clients, Digitalkameras, Car-PCs oder Geräte der Unterhaltungselektronik. Als Beispiel kommt Windows XP Embedded auf Packstationen von DHL zum Einsatz. Auch für industrielle Anwendungen ist es aufgrund der Möglichkeit zum bedarfsgerechten Zuschneiden auf Applikationen interessant (z. B. für PC-basierte Steuerungen). Es ist lauffähig auf Geräten ohne Tastatur, Maus, Bildschirm oder Festplatte.
Im Gegensatz zu Windows 7 Embedded besitzt es noch keine echte „onboard“ Touchscreen-Unterstützung.
Es existiert eine kostenlose 120-Tage-Testversion des Systems, in deren Testperiode ein Anwender den Leistungsumfang des Eingebetteten Systems testen kann. Bei der Testversion wird ein Testversion-Hinweis im Desktop-Hintergrund eingeblendet.

## Support-Ende und dessen Folgen
Am 11. Januar 2016 ist der offizielle Support für XP Embedded seitens Microsoft ausgelaufen. Durch die dadurch fehlenden Sicherheitspatches sind Systeme mit diesem Betriebssystem ein mögliches Ziel von Hackern. Seitdem werden daher Einrichtungen, die weiterhin auf Windows XP Embedded setzen, aufgefordert aufzurüsten. So wurden auch Betreiber von Bankautomaten, welche laut NCR-Marketing-Director Robert Johnston zu 95 % noch auf XP Embedded setzen, vom Bundesinnenministerium angehalten, zumindest weitere Sicherheitsbarrieren in die bestehende Software einzubauen. Der Flughafen BER war ebenfalls betroffen und rüstete die veraltete Software in insgesamt 120 Aufzügen auf.
Nachfolger des Betriebssystems Windows XP Embedded ist Windows Embedded Standard 2009.